# Tasiocera (Dasymolophilus) biacufera
Tasiocera (Dasymolophilus) biacufera is een tweevleugelige uit de familie steltmuggen (Limoniidae). De soort komt voor in het Afrotropisch gebied.